# کولودییه
کولودییه (به چکی: Koloděje) یک منطقهٔ مسکونی در جمهوری چک است که در Prague 9 واقع شده‌است. کولودییه  ۱٬۲۰۶ نفر جمعیت دارد.